# Pierre Brissart

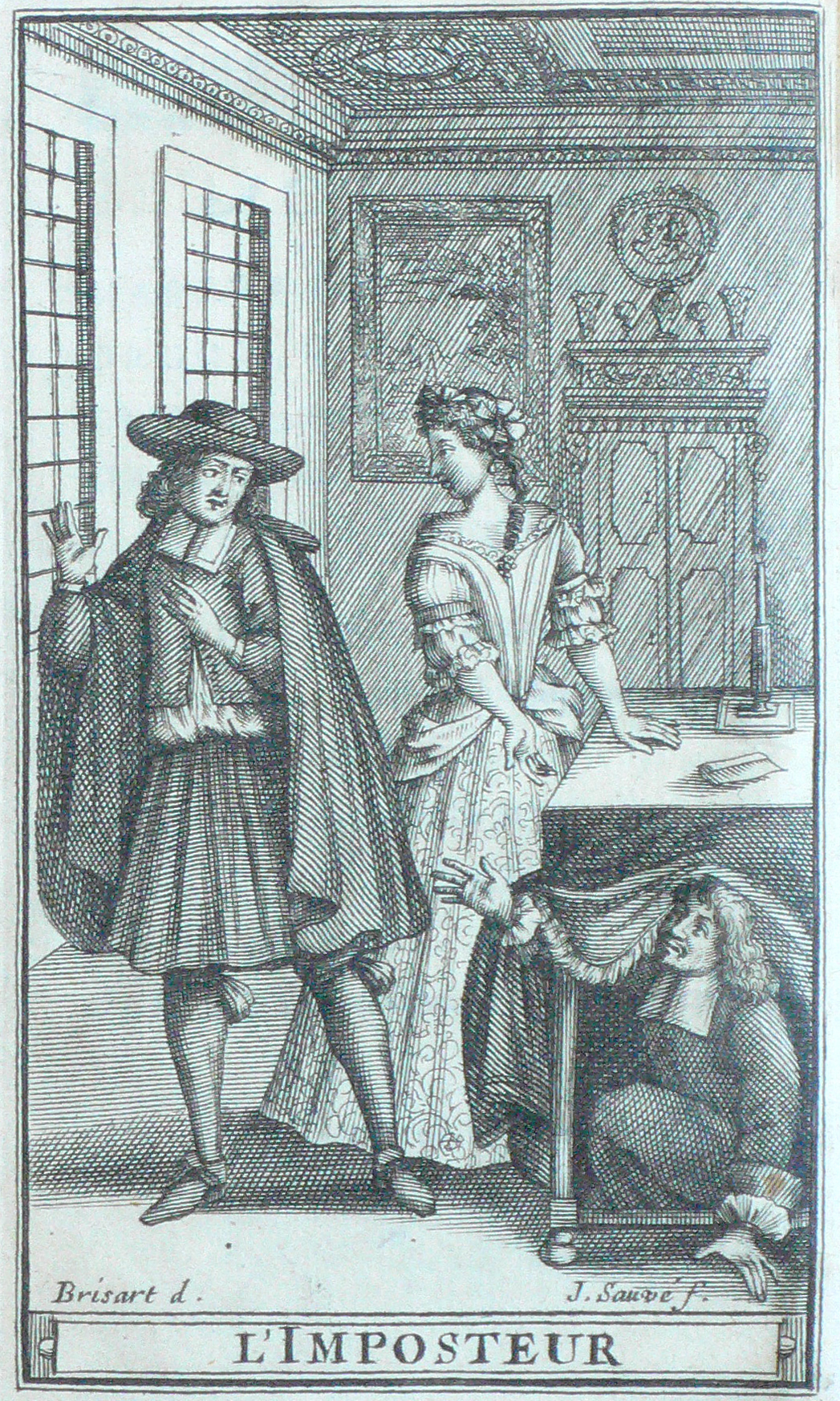
Frontispice du Tartuffe

Pierre Brissart (1645-1682) est un illustrateur et graveur français du XVIIe siècle.

## Œuvres
Ancien élève de Claude Mellan et actif à Paris, Pierre Brissart paraît avoir manié autant le crayon que le burin ou la pointe ; aussi est-il difficile d'affirmer que toutes les pièces signées « P. Brissart fecit » aient été plutôt gravées ou dessinées par lui. En tant que graveur, Pierre Brissart aurait privilégié la gravure au burin. Mais de fait, il doit sa célébrité pour avoir dessiné la plupart des frontispices de la première édition des œuvres complètes de Molière, parue neuf ans après la mort de l'auteur. Pour cette occasion, il s'associa au graveur, éditeur et marchand d’estampes Jean Sauvé (vers 1635-après 1692).
Bien que controversés quant à la fiabilité de leur représentation, ces frontispices sont de rares témoignages des mises en scène moliéresques. Le chercheur américain R. W. Herzel a basé son étude des décors de Molière sur ces frontispices.